# Нимрудская Мона Лиза
«Нимрудская Мона Лиза», «Мона Лиза из Нимруда» (англ. Mona Lisa of Nimrud) — женская голова из слоновой кости, обнаруженная экспедицией под руководством британского археолога Макса Маллована во время раскопок древнего ассирийского города Кальху (ныне — Нимруд в Ираке) в 1952 году. Она была извлечена со дна одного из колодцев на территории Северо-западного дворца («дворец Ашшурнасирпала»). Наиболее распространённое название отсылает к знаменитой картине Леонардо да Винчи «Мона Лиза», что видимо связано с запоминающейся улыбкой «Головы женщины» из Нимруда. Также распространённым названием является «Леди из колодца». 
Находка относится к наиболее известным образцам нимрудских изделий из слоновой кости и является одной из самых крупных древних голов (высота — 16 см, ширина — 13,3 см), выполненных в этой технике. Предполагается, что она служила для украшения интерьера. Корона и её основание первоначально содержали гвозди, выполненные также из слоновой кости, из которых уцелели только два. Артефакт представляет собой дополнительный интерес в связи с тем, что к его обнаружению и реставрации была причастна писательница Агата Кристи — жена Маллована, принимавшая участие во многих его археологических экспедициях. Украшение находится в собрании Национального музея Ирака в Багдаде.

## История

### Предыстория
Ассирийский город Кальху был основан в XIII веке до н. э. царём Салманасаром I. Его руины находятся к юго-востоку от иракского города Мосул, у реки Тигр. В IX веке до н. э. он был столицей могущественного государства в северной Месопотамии (север современного Ирака). В 612 году до н. э. был разрушен мидийцами и халдеями, а его дворцы и многие здания были сожжены. Захватчики разграбили город, а многие предметы из слоновой кости, которыми славилась Ассирия, по каким-то причинам не заинтересовали победителей: драгоценные металлы были от них отделены, а резные украшения из кости были выброшены, в частности, в колодцы. По мнению современных исследователей, это спасло их для истории и под слоем ила сохранило артефакты в идеальном состоянии.

### Обнаружение
Первые раскопки в районе древней ассирийской столицы проводились в 1846 году англичанином Остином Генри Лэйардом. После него изысканиями на территории города занимались английские и немецкие археологи. Особое значение приобрели работы, проводившиеся в 1949—1963 годы под руководством британского археолога и специалиста по древней Передней Азии Макса Маллована.

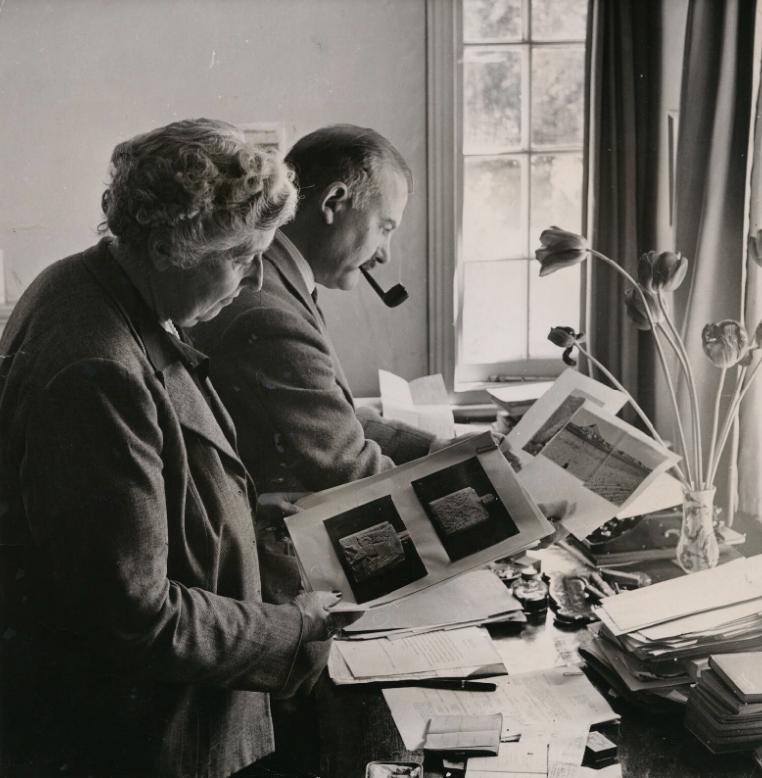
Агата Кристи и Макс Маллован рассматривают фотографии археологических находок, 1950

Изделие из слоновой кости было обнаружено на дне одного из трёх глубоких колодцев (сначала были частично обследованы первые два, но из-за риска обрушения работы в них были приостановлены) на территории Северо-западного дворца, известного также как «дворец Ашшурнасирпала». Они изучались ещё группой Лэйарда, но только до слоя воды. Маллован приступил к их исследованию начиная с 1952 года, что было сопряжено с большими техническими трудностями, а третий колодец стал исследоваться в апреле того же года. Работы проводились круглосуточно и с использованием различных способов освещения. Руководителя не остановило предостережение одного американского эксперта, специалиста по нефтяной промышленности, который, указывая на трудности и опасный характер этих изысканий, предупреждал, что «каждый колодец забирает по крайней мере одну жизнь». Несмотря на все сложности, благодаря принятым мерам эти раскопки прошли без человеческих утрат. По этому поводу археолог писал: «Раскопки акрополя, в особенности царских покоев, ознаменовались находкой лучших произведений ассирийского декоративно-прикладного искусства за всю историю исследований. В наш четвёртый сезон (это был судьбоносный для нас 1952 год) мы решились на сложное и опасное мероприятие — очистку трёх колодцев в административном крыле». Воду в шахте колодца откачивали с таким расчётом, чтобы она удалялась быстрее, чем поступала в него. На глубоких уровнях вместе с илом стали выявляться многие предметы, брошенные в колодец при разграблении Кальху в конце VII века до н. э. Участники с нетерпением ожидали результатов своих трудов. После того как бригадир рабочих объявил, что «найдена женщина», из глубин колодца вытянули украшение из слоновой кости. Когда изделие древних мастеров было поднято наверх, его осторожно очистили от толстого слоя ила, который частично скрывал лицо, волосы и макушку женской головы. Описывая находку, Маллован позже писал:
Тёплые коричневые тона натуральной слоновой кости на фоне тёмных чёрных прядей волос, обрамляющих голову, в сочетании с мягкими округлыми формами лица создавали необыкновенное впечатление жизни. Приоткрытые губы, казалось, имели чуть красноватый оттенок; чёрные зрачки обрамлялись тёмными веками; корона, головная повязка и основание [скульптуры] были более тёмного коричневого цвета, чем само лицо.
Из третьего колодца, в котором содержались наиболее ценные находки, также были извлечены: конская сбруя, статуэтка крылатого змея, ещё одна женская голова из слоновой кости, так называемая «Безобразная сестра» (Ugly Sister). Маллован подчёркивал красоту «Моны Лизы» и сравнивал её с другой женской головой, добытой оттуда же: «Своими мягкими чертами эта очаровательная головка составила резкий контраст с другой, не менее крупноголовой, которую мы грубо называли „сестрой-дурнушкой“. Сестра-дурнушка была сделана в другой технике и, вероятно, на сто лет раньше, то есть где-то в IX веке, возможно, при Салманасаре III». 

### Участие Агаты Кристи
Значительный интерес в отношении нимрудских находок из слоновой кости представляет то, что к их восстановлению, фотографированию и каталогизации имела отношение Агата Кристи — жена Маллована. Писательница на протяжении 1950-х годов сопровождала мужа в его археологических экспедициях, а её известность способствовала привлечению финансирования на нужды раскопок. С целью адаптации к сухому климату находки, пролежавшие более 2500 лет под водой, выкладывались на мокрые полотенца. Кристи лично протирала артефакты губкой, пропитанной косметическим кремом, что было её личным изобретением. По словам биографа «королевы детектива» Джанет Морган, знаменитая участница экспедиции «осторожно протирала находки мягкими полотенцами, понимая, что их почти трёхтысячелетний возраст требует нежного обращения». В своей «Автобиографии» Кристи называет момент, когда обрадованные рабочие прибежали в дом и сообщили, что они нашли в колодце «женщину»: «самым волнующим» событием в её жизни. Они внесли на куске грубой ткани какой-то «кусок грязи», как выяснилось это и была, ставшая впоследствии известной женская голова из слоновой кости. Писательница описывала одну из «самых сенсационных археологических находок в мире», следующим образом:
Я с удовольствием осторожно смывала грязь в большой лохани, и понемногу показывалась голова, пролежавшая в земле около двух с половиной тысяч лет. Это была самая большая из когда-либо найденных голова из слоновой кости — одна из дев Акрополя с мягким, бледно-коричневатым цветом лица, чёрными волосами, слегка подкрашенными губами и загадочной улыбкой. Дева Колодца, или Мона Лиза, как хотел назвать её директор Иракского департамента древностей.
Маллован с благодарностью вспоминал участие жены в раскопках, её роль в упорядочении жизни их общества. Также он упоминал и про её непосредственные функции: «В экспедиции она занималась реставрацией изделий из слоновой кости и вела каталог, а в первые годы заодно выполняла обязанности фотографа…» Это было в начале 1950-х годов, когда зрение и общее состояние здоровья ещё позволяли писательнице подобные занятия, но позже это дело поручили профессиональным работникам.

### Описание
Предполагается, что украшение было создано в эпоху царя Саргона II (722—705 годах до н. э.), стремившегося расширить могущество Ассирии и проводившего обширную строительную политику. Высказывалось предположение, что оно было изготовлено около 700 года до н. э. Кроме того, называлась и более ранняя дата — первая половина IX века до н. э. Относительно происхождения «Женской головы» из Нимруда распространена точка зрения, что она изготовлена финикийскими мастерами. 
Женская голова выполнена из удлинённого куска крупного слонового бивня. Корона и её основание первоначально содержали гвозди (заклёпки), произведённые также из слоновой кости, из которых уцелели только два — по одному в верхней и нижней части. Нос был отреставрирован Сайидом Акрамом Шукри. Благодаря сравнению востоковеда Наджи Аль-Азиля это украшение у участников экспедиции получило название «Нимрудская Мона Лиза», «Мона Лиза из Нимруда» (Mona Lisa of Nimrud), которое за ней закрепилось и в литературе. Видимо на сопоставление со знаменитой картиной Леонардо да Винчи натолкнула запоминающаяся улыбка «Головы женщины» из Нимруда. Кроме того, древний месопотамский шедевр известен также как «Леди из колодца» (Lady of the Well), что восходит к обозначению принятому уже участниками экспедиции. С учётом своих размеров (высота — 16 см, ширина — 13,3 см), ассирийская «Мона Лиза» считается одной из крупнейших (называется даже второй) среди дошедших до наших дней древних нимрудских голов, выполненных из слоновой кости. Именно этим произведением искусства была проиллюстрирована суперобложка первого тома монографии Маллована «Нимруд и его руины» (Nimrud and Its Remains; 1966), в которой он описывал находки возглавляемой им экспедиции в Нимруде. Украшение находится в собрании Национального музея Ирака в Багдаде.